# Liste der Monuments historiques in Tugéras-Saint-Maurice
Die Liste der Monuments historiques in Tugéras-Saint-Maurice führt die Monuments historiques in der französischen Gemeinde Tugéras-Saint-Maurice auf.

## Liste der Bauwerke
| Bezeichnung                       | Beschreibung              | Standort       | Kennzeichnung | Schutzstatus | Datum | Bild           |
| --------------------------------- | ------------------------- | -------------- | ------------- | ------------ | ----- | -------------- |
| Kirche Notre-Dame-de-l’Assomption | Erbaut im 12. Jahrhundert | Tugéras (Lage) | PA00105289    | Inscrit      | 1935  | weitere Bilder |

## Liste der Objekte
Zum Verständnis siehe: Kirchenausstattung
| Bezeichnung               | Beschreibung                                                                          | Standort                                                                       | Kennzeichnung | Schutzstatus | Datum | Bild |
| ------------------------- | ------------------------------------------------------------------------------------- | ------------------------------------------------------------------------------ | ------------- | ------------ | ----- | ---- |
| Hauptaltar                | Altar und Tabernakel; Holz, farbig gefasst und vergoldet, Anfang des 19. Jahrhunderts | in der Kirche Notre-Dame-de-l’Assomption (Lage)                                | PM17000553    | Classé       | 1980  |      |
| Gemälde Mariä Himmelfahrt | Öl auf Leinwand, 1819                                                                 | in der Kirche Notre-Dame-de-l’Assomption (Lage)                                | PM17001679    | Inscrit      | 1989  |      |
| Sechs Altarleuchter       | Kupfer, versilbert, Anfang des 19. Jahrhunderts                                       | in der Kirche Notre-Dame-de-l’Assomption (Lage)                                | PM17000726    | Classé       | 1980  |      |
| Glocke                    | Bronze, 1629 gegossen                                                                 | Saint-Maurice de Laurençanne, Rue de l’église, in der Kirche St-Maurice (Lage) | PM17000442    | Classé       | 1911  |      |